# Werner Wultsch
Werner Wultsch (* 29. Oktober 1962 in Wien) ist ein österreichischer Schauspieler.

## Biografie
Werner Wultsch machte seine Matura im Jahr 1980 am humanistischen Realgymnasium Schopenhauerstraße in Wien. Danach machte er bis 1984 eine Schauspielausbildung am Franz Schubert Konservatorium in Wien und studierte Theaterwissenschaften und Publizistik an der Universität Wien. Seit 1982 ist Wultsch als Schauspieler tätig.
Er engagierte sich für verschiedene Theater, darunter das Volkstheater Wien, das Schauspiel Frankfurt und die Salzburger Festspiele. Werner Wultsch arbeitete zusammen mit Peter Patzak, Urs Egger, Walter Bannert und Michael Haneke.
Er lebt als freier Schauspieler in Wien.

## Filmografie

### Filme
- 1985: Der Aufstand (Fernsehspielfilm) als Grenzsoldat
- 1993: 1945 (Fernsehspielfilm) als Iwan
- 1994: Meiose (Fernsehkurzfilm) als Aron
- 1995: Betongräser (Kino-Kurzfilm) als Vorarbeiter
- 1997: Drei Herren (Kino) als Peter
- 1997: In Schwimmen-zwei-Vögel (Kino) als Bran/Flann O’Brian
- 1997: Opernball – Die Opfer/Die Täter (Fernsehzweiteiler) als Pandabär
- 1997: Ratrace (Kino) als Herr Franz
- 1998: Quintett Komplett (Fernsehspielfilm) als Josef Zauner
- 2000: Heimkehr der Jäger (Kino) als Bräutigam
- 2000: Gelbe Kirschen (Kino) als Siegfried Wrwa
- 2001: Phyllis (Kino) als Werner
- 2002: Wolfzeit (Kino) als Bauernbursche
- 2004: Mein Mörder (Fernsehspielfilm) als Junger Schachspieler
- 2004: Viertelliterklasse (Kino-Spielfilm) als Vater Zorn
- 2004: Random (Kino-Kurzfilm) als Koch
- 2005: Polly Adler (Fernsehspielfilm) als Dorotheumsführer
- 2006: Zellular (Fernsehkurzfilm) als Bernd

### Serien
- 1997: Die Neue – Eine Frau mit Kaliber – Die schwarze Maria als Blaschzik
- 1997: Kommissar Rex – Tödliche Leidenschaft als Kellner
- 1999–2002: Julia – Eine ungewöhnliche Frau als Briefträger
- 2001: Tatort – Nichts mehr im Griff (TV-Reihe)
- seit 2010: Schlawiner